# ديبونيجورو
ديبونيجورو (بالإنجليزية: Diponegoro)، وعرف بأسماء أخرى: مستاهار Mustahar؛ أنطويريا Antawirya؛ في الفترة من 11 نوفمبر 1785 حتى 8 يناير 1855 ويُعرف أيضًا بـ ديبانيجارا (Dipanegara) كان أميرًا جاويًا من سلطنة يوجياكرتا عارض الحكم الاستعماري الهولندي، وكان له دور بارز في حرب جاوة (1825–1830). في عام 1830 نفاه الهولنديون إلى ماكاسار.

## النشأة
ولد ديبونيجورو في 11 نوفمبر عام 1785 في يوغياكارتا، وكان الابن الأكبر للسلطان هامنجكوبونو الثالث ليوغياكارتا. عند وفاة السلطان في عام 1814 أُقصي ديبونيجورو من خلافة العرش بسبب دعم الهولنديين لشقيقه الأصغر. لكونه مسلمًا، انزعج ديبونيجورو من القصور في الشعائر الدينية في مدة حكم أخيه الأصغر، إضافة إلى الدعم السياسي الهولندي لحكمه.
في عام 1821 انتشرت المجاعات والطاعون في أنحاء جاوة. خلف أخوه الأصغر هامنجكوبونو الرابع في الفترة (1814-1821) أباه بعد وفاته. ولم يترك إلا هامنجكوبونو الخامس الطفل الرضيع على أنه الوريث له، ولكن نشب نزاع حول الوصاية عند تعيين الابن كسلطان جديد. وتم إقصاء ديبونيجورو مرة ثانية، على الرغم من وعد أخيه الأصغر إياه لخلافته. ونتيجة لهذه السلسلة من الكوارث الطبيعية والاضطرابات السياسية نشب تمرد ميداني كبير.

## التمرد ضد الاستعمار الهولندي
ازداد كره المزارعين المحليين للحكم الاستعماري الهولندي نتيجة لزيادة الضرائب وتلف المحاصيل بجانب النبلاء الجاويين الذين حرمتهم سلطات الاحتلال الهولندي من حقوقهم في تأجير الأراضي. بدأ ديبونيجورو الحرب الدينية ضد الهولنديين، نتيجة لما رآه من المزارعين المحليين والعديد من النبلاء واستعدادهم لدعمه ولاعتقاده بأنه هو الشخص الذي اختارته القوة الإلهية لقيادة التمرد ضد الاستعمار المسيحي. اعتقد ديبونيجورو اعتقاداً كبيراً أنه هو راتو العادل (Ratu Adil) والحاكم الوحيد المتوقع في براليمبانج جويوبويو (Pralembang Joyoboyo).
شهدت بداية الحرب خسائر فادحة على الجانب الهولندي، بسبب نقص الإستراتيجية المتماسكة والالتزام في التصدي لـ حرب العصابات التابعة لديبونيجورو. تم نصب الكمائن، وحُرِمَ المقاتلون الهولنديون من الإعانات الغذائية.
في النهاية تمكن الهولنديون من السيطرة على اتساع التمرد بزيادة عدد المقاتلين ومخاطبة الجنرال دي كوك لإيقاف التمرد. طور دي كوك إستراتيجية للمخيمات المحصنة (الحصون) والقوات المتحركة. احتل الجنود المحصنون بشدة والمؤدون لدورهم الدفاعي بطريقة جيدة المعالم الرئيسية للحد من تحرك المقاتلين التابعين لديبونيجورو، على الجانب الآخر حاولت القوات المتحركة البحث عن الثوار ومحاربتهم. من عام 1829، خسر ديبونيجورو المبادرة خسارة أكيدة ومن ثم اتجه للوضع الدفاعي. انهزم العديد من المقاتلين والقادة أو لاذوا بالفرار.

## الهزيمة والنفي

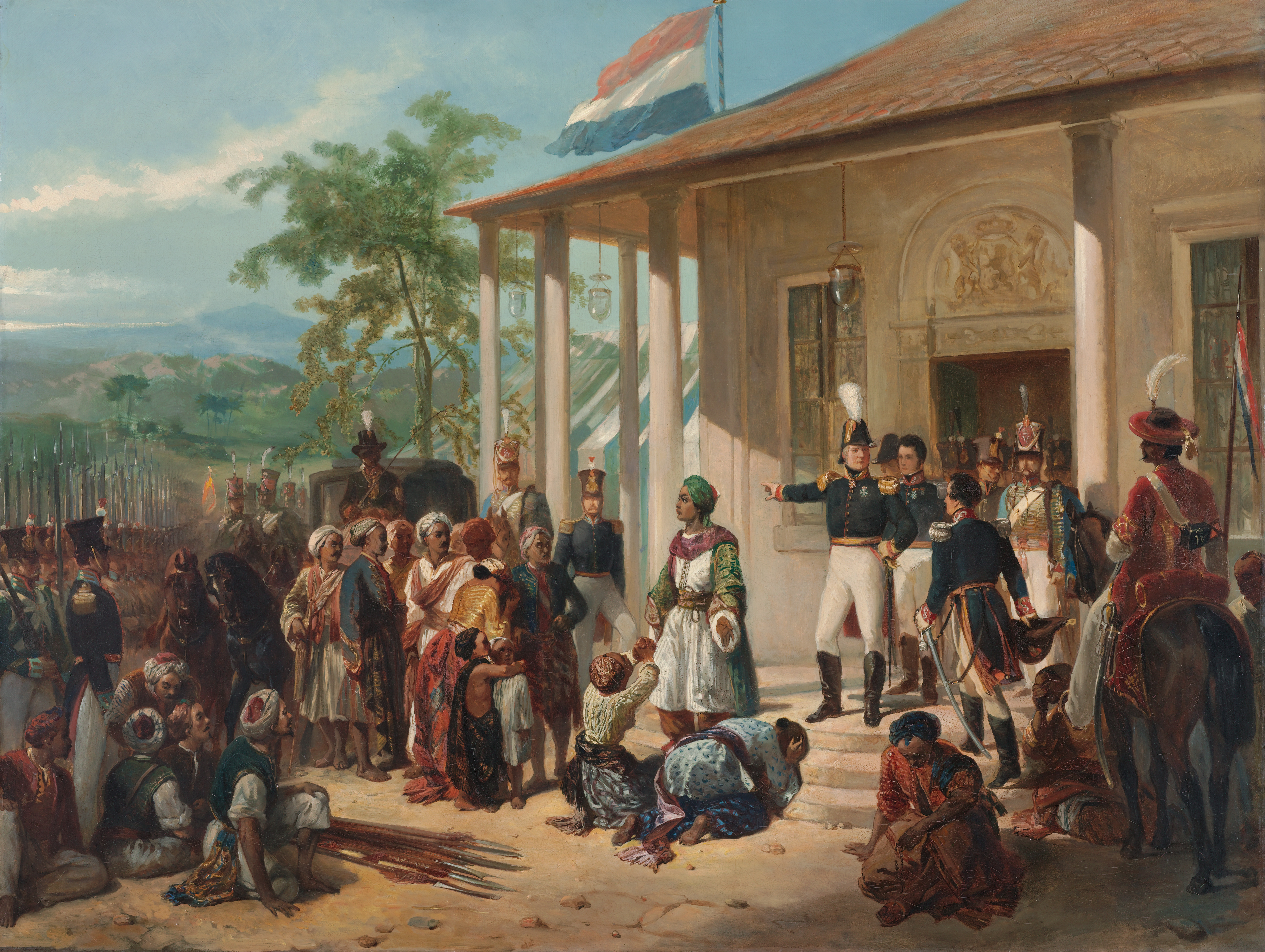
خضوع الأمير ديبونيجورو لـ الجنرال دي روك في عام 1830، لوحة لنيكولاس باينمان

في عام 1830 انهزم جيش ديبونيجورو في حرب جاوة هزيمة ساحقة ومن هنا بدأت المفاوضات. طالب ديبونيجورو بدولة متحررة تخضع لحكم السلطان ومن ثم أراد لنفسه أن يكون زعيم المسلمين (الخليفة) في جميع أنحاء جاوة. في مارس عام 1830، دُعي للمفاوضات تحت راية الهدنة. وافق على ذلك، ولكنه وقع أسيرًا في 28 مارس على الرغم من الهدنة. زعم دي روك أنه أخطر العديد من النبلاء الجاويين بإبلاغ ديبونيجورو بتخفيف مطالبه السابقة وإلا فسيُجبر على اتخاذ إجراءات أخرى. نفاه الهولنديون إلى ماكاسار.

## الإرث
يعد ديبونيجورو هذه الأيام أحد الأبطال القوميين لإندونيسيا، وسُميت باسمه المنطقة العسكرية الوسطى لجاوة كوداما الرابع/ ديبونيجورو على اسمه. وقد سمت البحرية الإندونيسية اثنتين من سفنها على اسمه، وكان آخرها هو كيه آر آي KRI ديبونيجورو - 365، إضافة إلى شراء السفينة القيادية لديبونيجورو (من نوع سيجما SIGMA) من الهولنديين.

## كتابات أخرى
- بيتر كاري Babad Dipanagara : an account of the outbreak of the Java War (1825-30) : the Surakarta court version of the Babad Dipanagara Kuala Lumpur: Printed for the Council of the M.B.R.A.S. by Art Printing Works, 1981. Monograph (Royal Asiatic Society of Great Britain and Ireland. Malaysian Branch); no.9.
- Sagimun M. D. Pangeran Dipanegara : pahlawan nasional Jakarta: Proyek Biografi Pahlawan Nasional, Departemen Pendidikan dan Kebudayaan, 1976. (Indonesian language)
- Yamin, M. Sedjarah peperangan Dipanegara : pahlawan kemerdekaan Indonesia Jakarta : Pembangunan, 1950. (Indonesian language)

## وصلات خارجية
- ديبونيجورو على موقع الموسوعة البريطانية (الإنجليزية)
- http://home.iae.nl/users/arcengel/NedIndie/diponegoroengels.htm نسخة محفوظة 10 فبراير 2021 على موقع واي باك مشين. A Dutch web page on Diponegoro
- http://www.yogyes.com/en/yogyakarta-tourism-object/museum-and-monument/sasana-wiratama/ The web page of the museum based at his home

- http://encarta.msn.com/encyclopedia_761584175/diponegoro.html%5Bوصلة+مكسورة%5D
 http://iclweb01.fsw.leidenuniv.nl/walhain/eindexamen/Level_4/cse/Indonesie/schoolboeken/Diponegoro/diponego.htm#oorzaken نسخة محفوظة 18 فبراير 2010 على موقع واي باك مشين.
- http://www.raden-saleh.org The web site of the Prince Raden Saleh Foundation. See the page "Capture of Prince Diponegoro"